# Adam Eberle
Adam Eberle, född den 27 mars 1804 i Aachen, död den 15 april 1832 i Rom, var en tysk målare.
Eberle studerade i Düsseldorf och slöt sig till Cornelius som hans bäste lärjunge. Hans första verk var Kristi gravläggning. Sedan följde han Cornelius till München, där han utförde i Odeon Apollon bland herdarna och i Hofgarten Maximilian I tar emot kurfurstevärdigheten i Bayern. 